# بيير بورك (سياسي)
بيير بورك هو سياسي كندي، ولد في 29 مايو 1942 في مونتريال في كندا. نشط حزبياً في Vision Montreal ‏. وقد انتخب عمدة مونتريال ‏ (6 نوفمبر 1994 – 31 ديسمبر 2001).